# گورنگه یاروشیتسه
گورنگه یاروشیتسه (به صربی: Gornje Jarušice) یک منطقهٔ مسکونی در صربستان است که در Aerodrom واقع شده‌است. گورنگه یاروشیتسه ۶۵۵ نفر جمعیت دارد.